# Pycnanthemum
Pycnanthemum je rod cvjetnica s 19 vrsta trajnica iz porodice Lamiaceae. Rod je raširen po Sjevernoj Americi po istočnim predjelima SAD–a, jedini izuzetak je Pycnanthemum californicum, kalifornijski endem. na svom autohtonom području ove biljke poznate su kao “planinska metvica” (mountain mint)
Tipična je Clinopodium incanum L., sinonim za Pycnanthemum incanum.

## Etimologija
Latinsko ime roda dolazi od grčke riječi "pyknos" ima značenje "gust", "zbijen" i "anthos" što znači cvijet.

## Opis
“Planinske metvice” su skupina biljaka porijeklom iz Sjeverne Amerike i svih područja Sjeverne Karoline. Listovi imaju jak miris mente kada se zgnječe i mogu se koristiti u kuhanju i pripremi čajeva. Gusto zbijeni grozdovi cvijeća dolaze u bijeloj do nijansi ljubičaste i privlače mnoge oprašivače od srpnja do rujna. Većina ima lijepo lišće kada ne cvate i odličan je dodatak svakom vrtu s oprašivačima. 
Rastu na vlažnim do suhim, dobro dreniranim tlima na suncu do djelomične sjene, a najbolje cvjetaju na suncu. Mogu se širiti rizomima, ali se lako kontroliraju ako širenje nije poželjno.

## Vrste
1. Pycnanthemum albescens Torr. & A.Gray
2. Pycnanthemum beadlei (Small) Fernald
3. Pycnanthemum californicum Torr. ex Durand
4. Pycnanthemum clinopodioides Torr. & A.Gray
5. Pycnanthemum curvipes (Greene) E.Grant & Epling
6. Pycnanthemum flexuosum (Walter) Britton, Sterns & Poggenb.
7. Pycnanthemum floridanum E.Grant & Epling
8. Pycnanthemum incanum (L.) Michx.
9. Pycnanthemum loomisii Nutt.
10. Pycnanthemum monotrichum Fernald
11. Pycnanthemum montanum Michx.
12. Pycnanthemum muticum (Michx.) Pers.
13. Pycnanthemum nudum Nutt.
14. Pycnanthemum pycnanthemoides (Leavenw.) Fernald
15. Pycnanthemum setosum Nutt.
16. Pycnanthemum tenuifolium Schrad.
17. Pycnanthemum torreyi Benth.
18. Pycnanthemum verticillatum (Michx.) Pers.
19. Pycnanthemum virginianum (L.) T.Durand & B.D.Jacks. ex B.L.Rob. & Fernald

## Sinonimi
- Brachystemum Michx.; Fl. Bor.-Amer. 2: 5 (1803)
- Furera Adans.; Fam. Pl. 2: 103 (1763)
- Koellia Moench; Methodus: 407 (1794)
- Pycnanthes Raf.; New Fl. 4: 95 (1838)
- Tullia Leavenw.; Amer. J. Sci. Arts 20: 343 (1830)